# Marco Kostmann
Marco Kostmann (* 12. April 1966 in Rostock) ist ein deutscher Fußballtrainer und ehemaliger -spieler.

## Sportliche Laufbahn

### Gemeinschafts-, Club- und Vereinsstationen
Als Sohn des einstigen DDR-Oberliga-Torschützenkönigs Gerd Kostmann in Rostock geboren, durchlief der auf der Torhüterposition spielende Marco Kostmann ab 1971 die Jugendteams der SG Dynamo Rostock, bevor er 1981 innerhalb der Sportvereinigung Dynamo in die Nachwuchsabteilung des Berliner FC Dynamo delegiert wurde. Ab Sommer 1984 gehörte der 1,89 Meter große Juniorenauswahltorsteher zum Oberligakader des damals sechsmaligen DDR-Meisters im Herrenbereich. Der Maschinen- und Anlagenmonteur kam jedoch für die Weinroten zu keinem Einsatz in der höchsten Spielklasse des DDR-Fußballs. In einer FDGB-Pokalpartie wurde er auch in der 1. Mannschaft des BFC eingesetzt.
1988 kehrte er, mittlerweile 22-Jährig, nach Rostock zurück und spielte eine Saison für die Reservemannschaft des F.C. Hansa Rostock. Bereits 1989 wechselte er jedoch weiter zum in der zweithöchsten Spielklasse der DDR antretenden 1. FC Union Berlin.
In der Spielzeit 1989/90 absolvierte Kostmann zunächst 23 Einsätze für die Hauptstädter in der DDR-Liga, den angestrebten direkten Wiederaufstieg verpasste die Mannschaft als Zweitplatzierter ihrer Liga-Staffel jedoch. 1990/91 – aufgrund der Deutschen Wiedervereinigung war die DDR-Liga in NOFV-Liga umbenannt worden – gelang Kostmann dann mit Union nach 13 Einsätzen zwar die Meisterschaft der Staffel, in der damit erreichten Aufstiegsrunde zur gesamtdeutschen 2. Bundesliga erreichte die Mannschaft aber nur die Eingliederung in die drittklassige Oberliga Nordost.
Kostmann wechselte deshalb zum Zweitligisten 1. FC Saarbrücken, mit dem er 1991/92 nach sechs absolvierten Spielen in die Bundesliga aufstieg. Dort kam er jedoch nur zu sieben Einsätzen und musste zum Ende der Spielzeit 1992/93 auch den umgehenden Wiederabstieg hinnehmen. Erst jetzt wurde Kostmann Stammtorhüter der Saarländer und absolvierte 1993/94 insgesamt 28 Zweitliga-Partien, wechselte im Anschluss daran jedoch zum Erstligisten Hamburger SV.
Obgleich er beim HSV nominell dem Bundesligakader angehörte, absolvierte er für diesen keinen einzigen Einsatz und lief von 1994 bis 1997 ausschließlich für die Reservemannschaft der Norddeutschen in der Regionalliga auf. 1997 wechselte er dann innerhalb der Regionalliga und spielte für ein Jahr beim 1. SC Norderstedt. Von 1998 bis 2000 ließ er daraufhin seine aktive Karriere beim SC Paderborn 07 ausklingen.

### Auswahleinsätze
Obwohl beim BFC hinter Bodo Rudwaleit nur Nummer 2 in der Oberligaelf, stand das Talent in sieben Partien für die U-21-Nationalelf der DDR zwischen den Pfosten. Ebenso viele Länderspiele hatte er bis 1984 für die ostdeutsche Juniorennationalelf bestritten.

## Trainerlaufbahn
Nach seiner aktiven Zeit war Kostmann zunächst Trainer beim SC Paderborn und wurde anschließend Nachwuchstrainer beim FC St. Pauli sowie bei Hansa Rostock, später Trainer beim FC Union Tornesch in der Hamburger Bezirksliga. Ab 2003 war Kostmann als Torwarttrainer im DFB-Nachwuchsbereich und als DFB-Stützpunktkoordinator Schleswig-Holsteins sowie ab 2007 auch als Torwarttrainer der von Uli Stielike trainierten Ivorischen Nationalmannschaft tätig, bevor er 2009 die Nachfolge Perry Bräutigams als Torwarttrainer des F.C. Hansa Rostock antrat. Als Cheftrainer Andreas Zachhuber im Februar 2010 beurlaubt wurde und dessen bisheriger Co-Trainer Thomas Finck seinen Posten übernahm, wurde Kostmann seinerseits zum Co-Trainer der Rostocker Lizenzmannschaft bestimmt. Da Finck zu diesem Zeitpunkt allerdings erst im Besitz der A-Lizenz war, wurde diesem nur eine Interimstätigkeit bis zum 15. März 2010 gestattet. Deshalb ging das Amt des Cheftrainers anschließend an Kostmann über. Nach dem Abstieg der Hanseaten wurde Kostmann im Juni 2010 vom Verein beurlaubt, da man sich über die weitere Beschäftigung Kostmanns nicht einigen konnte.
Von Sommer 2010 an war Kostmann als Torwarttrainer der deutschen U-20-Nationalmannschaft tätig. Dieses Engagement beendete er im September 2013 zugunsten seiner Tätigkeit bei Arminia Bielefeld, für den er seit dem Beginn der Saison 2011/12  als Torwarttrainer der Profimannschaft und Jugendteams tätig ist. Zur Saison 2015/16 wechselte er zum Hamburger SV, wo er als Torwarttrainer der U-23 und Torwart-Koordinator der gesamten Jugend die Gesamtverantwortung für die Ausbildungskonzeption der Nachwuchstorhüter übernimmt.
Zwei Jahre später kehrte Kostmann nach Bielefeld zurück. Einer seiner Schützlinge war dort der später zu Manchester City gewechselte Torwart Stefan Ortega Moreno. Mitte April 2022 übernahm Kostmann die Mannschaft nach der Trennung vom Cheftrainer Frank Kramer bis zum Ende der Saison 2021/22 als Interimstrainer. Arminia Bielefeld stand zu diesem Zeitpunkt nach dem 30. Spieltag mit 26 Punkten auf dem 17. Platz und hatte 2 Punkte Rückstand auf den Relegationsplatz sowie 3 Punkte Rückstand auf einen Nicht-Abstiegsplatz. Unter Kostmann konnte der direkte Abstieg jedoch nicht verhindert werden.
Zur Saison 2023/24 wechselte Kostmann für eine Spielzeit als Torwarttrainer zum Bundesligisten FC Augsburg.